# تحليل التحكم الأيضي
تحليل التحكم الأيضي (بالإنجليزية: Metabolic control analysis) (MCA) هو نظام رياضياتي لوصف المسارات الأيضية، ومسارات نقل الإشارة، والمسارات الجينية. تحليل التحكم الأيضي يقيس كيفية اعتماد المتغيرات كالتدفق وتركيزات الأنواع الكيميائية على مقاييس الشبكة التدفقية الرياضياتية. بشكل محدد هي قادرة على وصف كيفية اعتماد الخصائص المعتمدة على الشبكة (والتي تسمى معاملات التحكم)؛ اعتمادها على الخصائص المحلية ‏ والتي تسمى مرونة دالة ‏.